# 機甲軍
機甲軍（きこうぐん）は、大日本帝国陸軍の軍の一つ。軍隊符号はPA。

## 沿革
1942年（昭和17年）7月4日、大陸命第655号により編成が命ぜられ、関東軍の編組に編入された。満州東部国境の防衛を担う戦車部隊の教育錬成、人員・機材の補充や補給を任務とし、有事の際には第1方面軍に隷下戦車師団を配備する計画であった。
1943年（昭和18年）10月30日、大陸命第881号により編組が解かれ廃止された。

## 軍概要

### 歴代司令官
- 吉田悳 中将：1942年（昭和17年）6月26日 -  1943年（昭和18年）10月15日

### 歴代参謀長
- 寺田雅雄 少将：1942年（昭和17年）6月28日 -  1943年（昭和18年）10月15日

### 司令部構成
- 高級参謀 福山寛邦 大佐
- 参謀（作戦） 糀卓次 中佐
- 参謀 瀬口勇 少佐

### 廃止時の所属部隊
- 教導戦車旅団：当山弘道少将[1]
  - 戦車第23連隊：吉村秀次大佐[1]
  - 戦車第24連隊：高沢英輝大佐[1]
- 戦車第1師団：星野利元中将[1]
  - 戦車第1旅団：細見惟雄少将[1]
    - 戦車第1連隊：藤田実彦大佐[1]
    - 戦車第5連隊：春仁王大佐[1]

  - 戦車第2旅団：工藤良一少将[1]
    - 戦車第3連隊：田幡武大佐[2]
    - 戦車第9連隊：五島正大佐[2]
    - 機動歩兵第1連隊：佐治直影大佐[2]
    - 機動砲兵第1連隊：中島武大佐[2]
- 戦車第2師団：岡田資中将[2]
  - 戦車第3旅団：石井広吉少将[2]
    - 戦車第6連隊：橋本通義大佐[2]
    - 戦車第7連隊：増田梅喜大佐[2]

  - 戦車第4旅団：佐武勝司少将[2]
    - 戦車第10連隊：木下武夫大佐[2]
    - 戦車第11連隊：二宮邦彦中佐[2]